# Стаквилявичюс, Альгирдас Винцович
Альгирдас Винцович Стаквилявичюс (лит. Algirdas Stakvilevičius; род. 1929 год) — Герой Социалистического Труда (1971).

## Биография
Родился в 1929 году в Сковагаляе.  Член КПСС с 1960 года.
В 1951-1958 годах - школьный учитель в селе Верстамине Лаздийского района Литовской ССР.
С 1958 года - председатель колхоза «Кирсна» Лаздийского района Литовской ССР.
Вывел колхоз в число передовых сельскохозяйственных предприятий Литовской ССР. 8 апреля 1971 года Указом Президиума Верховного Совета СССР удостоен звания Героя Социалистического Труда «за выдающиеся успехи, достигнутые в развитии сельскохозяйственного производства и выполнении пятилетнего плана продажи государству продуктов земледелия и животноводства» с вручением ордена Ленина и золотой медали Серп и Молот.
Избирался делегатом XXIV съезда КПСС.
Умер в Литве после 1988 года.